# DEA-museet
DEA-museet är ett museum i Washington, DC. DEA-museet är ett museum som handlar om droger. Där kan man se bland annat drogutrustningar.